# Hans Zehetner (Szenenbildner)
Hans Zehetner (* 10. Mai 1914 in Wien; † 20. Mai 1973 ebenda) war ein österreichischer Szenenbildner.

## Leben und Wirken
Zehetner erhielt eine Ausbildung zum Bühnenmaler und arbeitete zunächst für Wiener Theater. 1938 ging er nach Berlin als Werbemaler der UFA. 1939 bis 1945 war er Kriegsteilnehmer.
Ab 1947 war er für die Pabst-Kiba-Film in Wien als Dekorationsmaler tätig und malte unter anderem die Theißlandschaft für G. W. Pabsts Der Prozeß. 1949 erstmals als Szenenbildner verantwortlich, schuf Zehetner in den 1950er und 1960er Jahren die Kulissen vorwiegend zu Heimatfilmen, Filmkomödien und Revuefilmen. Er war auch für die Gestaltung der Brecht-Verfilmung Herr Puntila und sein Knecht Matti zuständig.

## Filmografie
- 1949: Wilderernacht (Liebesprobe)
- 1952: Abenteuer im Schloss
- 1953: Die Regimentstochter
- 1953: Franz Schubert – Ein Leben in zwei Sätzen
- 1955: Don Giovanni
- 1958: Auch Männer sind keine Engel (Wiener Luft)
- 1958: Nackt wie Gott sie schuf
- 1959: Traumrevue
- 1959: Wenn die Glocken hell erklingen
- 1960: Herr Puntila und sein Knecht Matti
- 1962: Unter Wasser küßt man nicht
- 1962: Romanze in Venedig
- 1962: Wilde Wasser
- 1963: Hochzeit am Neusiedler See
- 1964: Tim Frazer jagt den geheimnisvollen Mister X
- 1965: Das Mädel aus dem Böhmerwald
- 1965: Heidi
- 1965: Ferien mit Piroschka
- 1966: Kostenpflichtig zum Tode verurteilt (Fernsehfilm)
- 1966: Das Spukschloß im Salzkammergut
- 1967: Der Zündholzkönig – Der Fall Ivar Kreuger (Fernsehfilm)
- 1969: Der Mann mit dem goldenen Pinsel
- 1971: Gebissen wird nur nachts – das Happening der Vampire
- 1972: Defraudanten (Fernsehfilm)